# Atelopus planispina
Atelopus planispina é uma espécie de sapo da família Bufonidae. Ele é endêmico no Equador. Seu habitat natural são as florestas úmidas das montanhas, em áreas tropicais e subtropicais, e rios. Está ameaçado pela perda do seu habitat.